# 路由协议
路由協定（英語：Routing protocol）是一種指定封包轉送方式的網路協定。Internet网络的主要节点设备是路由器，路由器通过路由表来转发接收到的数据。转发策略可以是人工指定的（通过静态路由、策略路由等方法）。在具有较小规模的网络中，人工指定转发策略没有任何问题。但是在具有较大规模的网络中（如跨国企业网络、ISP网络），如果通过人工指定转发策略，将会给网络管理员带来巨大的工作量，并且在管理、维护路由表上也变得十分困难。为了解决这个问题，动态路由协议应运而生。动态路由协议可以让路由器自动学习到其他路由器的网络，并且网络拓扑发生改变后自动更新路由表。网络管理员只需要配置动态路由协议即可，相比人工指定转发策略，工作量大大减少。

## 常见路由协议
常见的路由协议有RIP、IGRP（Cisco私有协议）、EIGRP（Cisco私有协议）、OSPF、IS-IS、BGP等。
RIP、IGRP、EIGRP、OSPF、IS-IS是内部网关协议（IGP），适用于单个ISP的统一路由协议的运行，一般由一个ISP运营的网络位于一个AS（自治系统）内，有统一的AS number（自治系统号）。BGP是自治系统间的路由协议，是一种外部网关协议，多用于不同ISP之间交换路由信息，以及大型企业、政府等具有较大规模的私有网络。

### RIP
RIP很早就被用在Internet上，是最简单的路由协议。它是“路由信息协议（Route Information Protocol）”的简写，主要传递路由信息，通过每隔30秒广播一次路由表，维护相邻路由器的位置关系，同时根据收到的路由表信息计算自己的路由表信息。RIP是一个距离矢量路由协议，最大跳数为15跳，超过15跳的网络则认为目标网络不可达。此协议通常用在网络架构较为简单的小型网络环境。现在分为RIPv1和RIPv2两个版本，后者支持VLSM技术以及一系列技术上的改进。RIP的收敛速度较慢。

### OSPF
OSPF协议是“开放式最短路径优先（Open Shortest Path First）”的缩写，属于链路状态路由协议。OSPF提出了“区域（area）”的概念，每个区域中所有路由器维护着一个相同的链路状态数据库（LSDB）。区域又分为骨干区域（骨干区域的编号必须为0）和非骨干区域（非0编号区域），如果一个运行OSPF的网络只存在单一区域，则该区域可以是骨干区域或者非骨干区域。如果该网络存在多个区域，那么必须存在骨干区域，并且所有非骨干区域必须和骨干区域直接相连。OSPF利用所维护的链路状态数据库，通过最短路径优先算法（SPF算法）计算得到路由表。OSPF的收敛速度较快。由于其特有的开放性以及良好的扩展性，目前OSPF协议在各种网络中广泛部署。

### IS-IS
IS-IS协议是Intermediate system to intermediate system（中间系统到中间系统）的缩写，属于链路状态路由协议。标准IS-IS协议是由国际标准化组织制定的ISO/IEC 10589:2002所定义的，标准IS-IS不适合用于IP网络，因此IETF制定了适用于IP网络的集成化IS-IS协议（Integrated IS-IS）。和OSPF相同，IS-IS也使用了“区域”的概念，同样也维护着一份链路状态数据库，通过最短生成树算法（SPF）计算出最佳路径。IS-IS的收敛速度较快。集成化IS-IS协议是ISP骨干网上最常用的IGP协议。

### IGRP
IGRP协议是“内部网关路由协议（Interior Gateway Routing Protocol）”的缩写，由Cisco于二十世纪八十年代独立开发，属于Cisco私有协议。IGRP和RIP一样，同属距离矢量路由协议，因此在诸多方面有着相似点，如IGRP也是周期性的广播路由表，也存在最大跳数（默认为100跳，达到或超过100跳则认为目标网络不可达）。IGRP最大的特点是使用了混合度量值，同时考虑了链路的带宽、延迟、负载、MTU、可靠性5个方面来计算路由的度量值，而不像其他IGP协议单纯的考虑某一个方面来计算度量值。目前IGRP已经被Cisco独立开发的EIGRP协议所取代，版本号为12.3及其以上的Cisco IOS（Internetwork Operating System）已经不支持该协议，现在已经罕有运行IGRP协议的网络。

### EIGRP
由于IGRP协议的种种缺陷以及不足，Cisco开发了EIGRP协议（增强型内部网关路由协议）来取代IGRP协议。EIGRP属于高级距离矢量路由协议（又称混合型路由协议），继承了IGRP的混合度量值，最大特点在于引入了非等价负载均衡技术，并拥有极快的收敛速度。EIGRP协议在Cisco设备网络环境中广泛部署。

### BGP
为了维护各个ISP的独立利益，标准化组织制定了ISP间的路由协议BGP。BGP是“边界网关协议（Border Gateway Protocol）”的缩写，处理各ISP之间的路由传递。但是BGP运行在相对核心的地位，需要用户对网络的结构有相当的了解，否则可能会造成较大损失。